# إيفان داوغرتي
إيفان داوغرتي (بالإنجليزية: Evan Daugherty)‏ هو كاتب سيناريو أمريكي، ولد في 1981.

## وصلات خارجية
- إيفان داوغرتي على موقع IMDb (الإنجليزية)
- إيفان داوغرتي على موقع ألو سيني (الفرنسية)
- إيفان داوغرتي على موقع أول موفي (الإنجليزية)
- إيفان داوغرتي على موقع قاعدة بيانات الأفلام السويدية (السويدية)
- إيفان داوغرتي على موقع قاعدة بيانات الفيلم (الإنجليزية)
- إيفان داوغرتي على موقع كينوبويسك (الروسية)